# Rat-Man
A Rat-Man egy animációs televíziós sorozat, melyet a Panini Comics azonos című képregénye ihletett: Leo Ortolani írta és rajzolta.
Az 52, egyenként 13 perces epizódból álló sorozatot 2005 és 2006 között Stranemani és a Rai Fiction készítette és készítette.
a sorozatot 2006. november 20-tól sugározták a Rai 2-n
lesznek különféle filmek, rajzfilmek és animék paródiái, lesznek Transformers, Teletubbies, Winx Club, a nagy Mazinger, Air Force One és még sok más

## Epizódok
1. A kaméleon
2. Hello, Patkányember?
3. Patkány feketében
4. Az elaludt ember
5. A dolog a Marsról
6. A kukoricacsutka ember
7. Az opera megerőszakolása
8. A dolog a sötétben
9. A tudatlan tündérek
10. Patkány-szomszédsági találkozások a harmadik fajtából
11. A nagy Ratzinga
12. Rat-Away
13. A csigaember
14. A bábuk
15. Jurassic Rat
16. A rekord rejtélye
17. A Halálos Jester
18. Cyber Rat-Man
19. Patkányember vs. önmutánsok
20. Amon-Rat átka
21. A patkány és a sárkány
22. Légierő Patkány
23. Patkányember varázslótanonc
24. Patkányember és az erdő boszorkánya
25. Ellenség a magasságban
26. Patkányember a vadállat ellen
27. Rasta-Man